# Русская правда (издательство)
«Русская правда» — российское издательство радикальной националистической и неоязыческой направленности из Москвы. Полное название — «Всеславянская Издательская группа Русского Национально-Освободительного Движения „Русская Правда“», юридически — ООО «Русская Правда-пресс». Ставит целью «издание и распространение литературы по арийско-славяно-русским вопросам». Учредитель и генеральный директор — неоязыческий публицист А. М. Аратов (неоязыческое имя — Огневед). Главный редактор — А. М. Батогов. Издательство выпускает, в частности, радикальную газету «Русская правда», заявленную как «издание Русского Национально-Освободительного Движения».
Издательство выпускает литературу неоязыческого, расистского, антисемитского и антихристианского характера.

## Учредитель
Учредитель Александр Михайлович Аратов был учеником Алексея Добровольского (Доброслава), одного из основателей русского неоязычества. Он пытался реализовать идею Доброслава о создании политической организации — Русского национально-освободительного движения (РНОД). После 1997 года Доброслав вошёл в конфликт с издателями «Русской правды», которые ранее делали ему рекламу. Аратов изгнал из редакции его сына Сергея «за пьянство». Аратов (1996) писал о наступлении Эры России и скором конце христианства и иудаизма. Он заявлял, что древние славяне «ведали» («знали»), а не «верили», что их знания основывались на научном видении, а не на религиозной вере. Аратов и РНОД издавали также неоязыческую газету «Советы Бабы-Яги» (1998—2005). В 2000 году Аратов разорвал отношения с Доброславом.
С 1997 года издательство «Русская правда», представленное Аратовым, составило, совместно с Калужской славянской общиной и другими группами, ядро крупного неоязыческого объединения ССО СРВ. К 1999 году Огневед (А. Аратов) был скарбником (казначеем) объединения. В январе 2004 года Казаков и Аратов участвовали в учредительном съезде Русского освободительного движения «Национально-державный путь России» (РОД НДПР). 23—24 апреля 2004 года в Калуге был организован Первый международный съезд славянских общин, который заявил об «оголтелой агрессии иудо-христианства» и постановил, что ССО СРВ вливается в РОД НДПР.
В 1997—1999 годах Аратов был помощником депутата Госдумы от КПРФ Л. М. Канаева.

## История
«Русская правда» была официально зарегистрирована 15 июня 1994 года. Коммерческим директором газеты «Русская правда» был В. В. Давыдов, один из организаторов движения национал-демократов. В газете «Русская правда» публиковался Вадим Казаков, ученик Доброслава, создатель Калужской славянской общины, а позднее глава крупного неоязыческого объединения ССО СРВ. С Аратовым он поддерживает тесные связи. Также под псевдонимом Вячеслав Яр публиковался В. П. Пальмин, заместитель главного редактора газеты и основатель Калужской славянской общины.
В 1997 году Валерий Емельянов, один из основателей русского неоязычества, вместе с небольшим числом последователей присоединился к малочисленному РНОД Аратова и стал главным редактором газеты «Русская правда».
Осенью 2001 году ряд бывших лидеров Народной национальной партии и РНЕ совестно с редакцией газета «Русская правда» объединились для создания Национально-державной партии России.
В 2006—2009 годах главным редактором издательства был А. П. Брагин, выходец с Дальнего Востока, географ.

## Оценки
19 апреля 2006 года ООО «Русская Правда-пресс» признано победителем окружного этапа по Юго-Западному административному округу Москвы городского конкурса «Московский предприниматель-2005» — в номинации «Издательская деятельность, полиграфические услуги и реклама».
Также «Русская правда» награждена почётным дипломом как финалист конкурса субъектов малого предпринимательства города Москвы в номинации «Издательская деятельность, полиграфические услуги и реклама».
Историк В. А. Шнирельман характеризует издательство и газету «Русская правда» как антисемитские. Аратов охарактеризован как «бескомпромиссный борец с христианством и иудаизмом».

## Уголовное преследование
В 2001 году против Аратова было возбуждено уголовное дело в связи с изданием им радикальной книги «Стезя правды» художника Игоря Синявина.
В 2006–2007 годах над Аратовым производился суд в связи с пропагандой антисемитизма. В июне 2007 года он был признан судом виновным в разжигании межнациональной и межрелигиозной розни и приговорён к трём годам лишения свободы условно с отсрочкой исполнения приговора на два года. В 2008 года по тому же обвинению было возбуждено уголовное дело против А. П. Брагина, преемника Аратова, который продолжил его издательскую политику.
Некоторые изданные «Русской правдой» материалы включены в российский Федеральный список экстремистских материалов: книги Владимира Истархова «Удар русских богов», «Что такое „Мёртвая вода“?», брошюра «Расовая гигиена и демографическая политика в национал-социалистической Германии», а также изданная в 2002 году «Моя борьба» Адольфа Гитлера.

## Серии
- «Русская логика»
- «Система Порфирия Иванова»
- «Славянская культура»
- «Еврейский вопрос»
- «Христианский вопрос»
- «Русская история»
- «Книги А. Н. Севастьянова»
- «Уголок Сталина»
- «Психология»
- «Забавное христианство»